# Ponte di Tre Archi

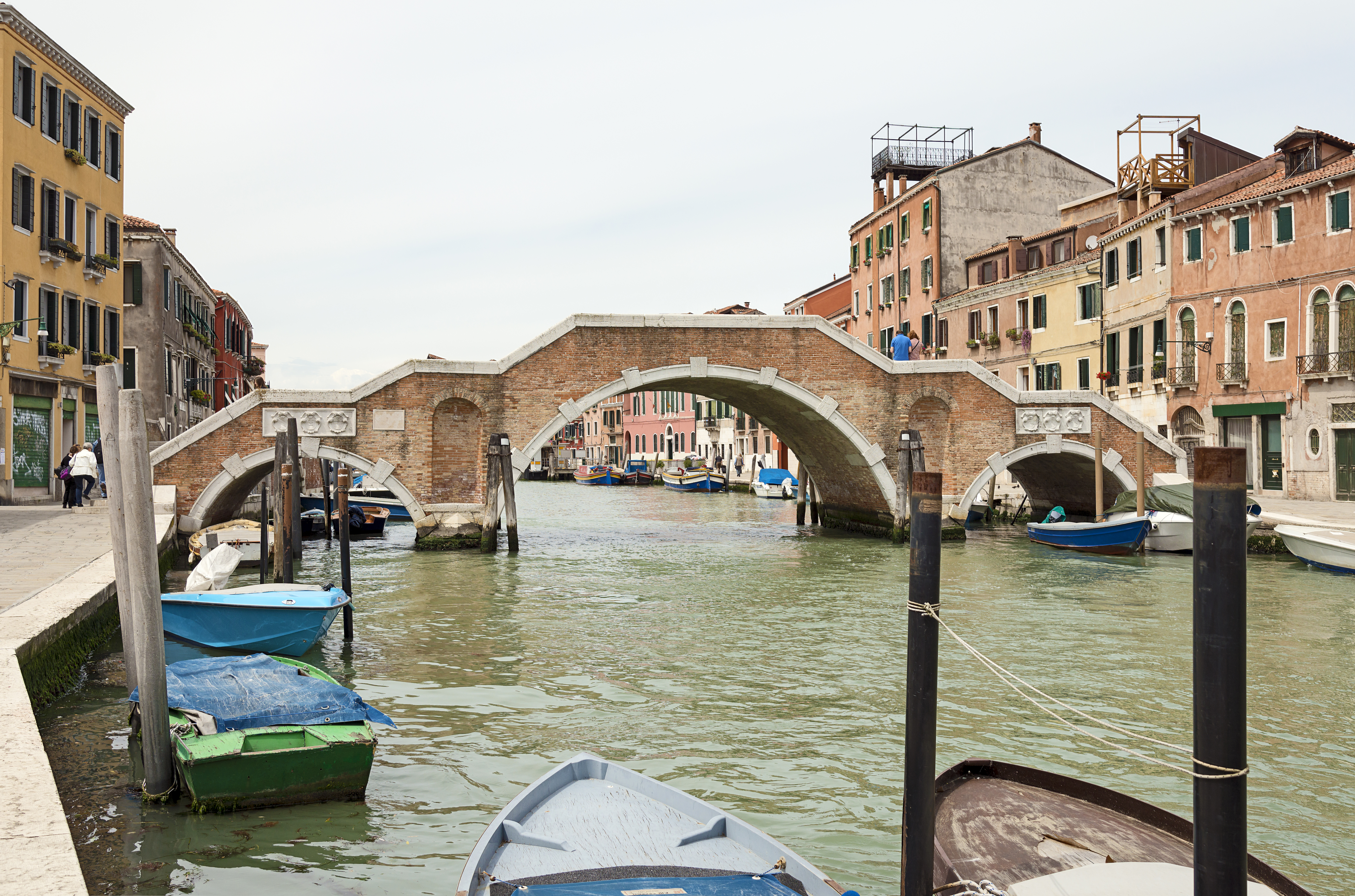
Ponte dei Tre Archi

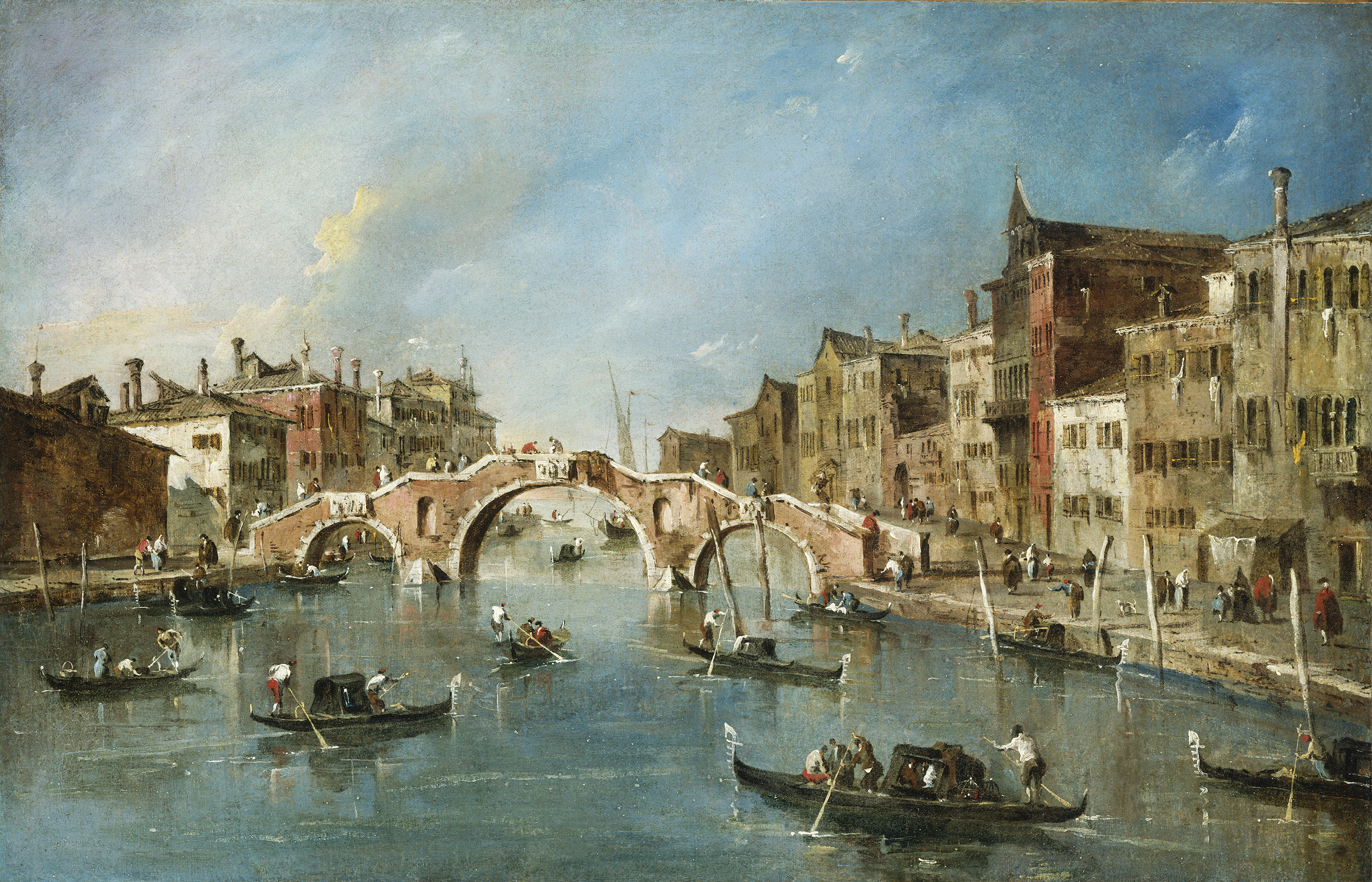
Die Brücke auf einem Gemälde von Francesco Guardi

Die Ponte di Tre Archi ist eine Brücke in Venedig, die im Sestiere Cannaregio liegt, den Cannaregiokanal überspannt und das Fondamenta Cannaregio mit dem Fondamenta S. Giobbe verbindet.
Sie wurde 1688 vom Architekten Andrea Tirali anstelle einer 1503 errichteten Steinbrücke errichtet, die ihrerseits wieder eine dreibogige Holzbrücke ersetzte. Im 16. Jahrhundert waren die Steinbrücken Venedigs überwiegend einbogig, dreibogige Brücken gab es nur aus Holz, wie die Ponte delle Guglie, die Ponte Longo alla Giudecca, die Ponte di San Pietro und die Rialtobrücke. Lediglich die Ponte di San Lorenzo war aus Stein und hatte drei Bogen.
Neben der Brücke liegt die nach ihr benannte Haltestelle Tre Archi die von Motoscafi bedient werden. An der Haltestelle halten die Linien 5.1, 5.2 und 22 der ACTV.